# Governatore del Pará
Il Governatore del Pará è il governatore dello Stato federato brasiliano del Pará.

## Elenco
| Ritratto | Nominativo                  | Mandato          |
| -------- | --------------------------- | ---------------- |
|          | Jader Barbalho              | 1991 - 1994      |
|          | Carlos José Oliveira Santos | 1994 - 1995      |
|          | Almir Gabriel               | 1995 - 2003      |
|          | Simão Jatene                | 2003 - 2007      |
|          | Ana Júlia Carepa            | 2007 - 2011      |
|          | Simão Jatene                | 2011 - 2019      |
|          | Helder Barbalho             | 2019 - in carica |